# Большая кража
«Больша́я кра́жа» (англ. The Big Bounce) — комедийный фильм-ограбление режиссёра Джорджа Эрмитажа. В главных ролях Оуэн Уилсон, Морган Фримен, Гэри Синиз, Сара Фостер, Винни Джонс и Чарли Шин. Мировая премьера состоялась 29 января 2004 года.

## Сюжет
Джек Райан, сёрфер и мелкий мошенник, нападает на угрожающего ему Лу Харриса с бейсбольной битой. Харрис — прораб на стройке миллионера-застройщика, Рэя Ричи, на Гавайях. Когда Джека освобождают из тюрьмы, полицейский и правая рука Ричи, Боб Роджерс-младший, советует Джеку покинуть остров.
Судья Уолтер Крюс, которому понравился Джек, предлагает ему работу разнорабочего на небольшом пляжном курорте, которым он владеет.
Ричи обманула его жена и молодая любовница, Нэнси Хейс, которая привлекла внимание Джека. Судья предупреждает его, что она — преступница, и ей нельзя доверять. Однако, вместе они грабят дома для небольшой выгоды, и разрабатывают схему, чтобы украсть $200 000 у Ричи.

## В ролях
| Актёр             | Роль                                 |
| ----------------- | ------------------------------------ |
| Оуэн Уилсон       | Джек Райан                           |
| Морган Фримен     | Уолтер Крюс судья                    |
| Гэри Синиз        | Рэй Ричи миллионер                   |
| Сара Фостер       | Нэнси Хейс                           |
| Вилли Нельсон     | Джо Лури                             |
| Винни Джонс       | Лу Харрис прораб на стройке Ричи     |
| Биби Нойвирт      | Элисон Ричи жена Рэя                 |
| Чарли Шин         | Боб Роджерс-младший правая рука Ричи |
| Гарри Дин Стэнтон | Боб Роджерс-старший                  |
| Кала Александр    | в роли самого себя                   |
| Келли Слейтер     | в роли самого себя                   |
| Грегори Спорледер | Фрэнк Пиззарро                       |
| Эндрю Уилсон      | Нед Коулман                          |
| Венди Торлаксон   | Венди организатор вечеринок          |
| Беате Антарес     | Селия                                |